# Ait Oumdis
Ait Oumdis (franska: Ait Oumdis (CR), Ait Oumdis (Commune Rurale), arabiska: أيت بلال) är en kommun i Marocko.   Den ligger i provinsen Azilal och regionen Béni Mellal-Khénifra, i den centrala delen av landet, 280 km söder om huvudstaden Rabat. Antalet invånare är 15 377.